# Cephalopholis aitha
Cephalopholis aitha là một loài cá biển thuộc chi Cephalopholis trong họ Cá mú. Loài này được mô tả lần đầu tiên vào năm 1991.

## Từ nguyên
Từ định danh bắt nguồn từ aîthos (αἶθος) trong tiếng Hy Lạp cổ đại và mang nghĩa là "ngọn lửa", hàm ý đề cập đến màu đỏ của loài cá này.

## Phạm vi phân bố và môi trường sống
C. aitha có phân bố giới hạn ở khu vực Tam giác San Hô, được ghi nhận tại Philippines, Indonesia và Papua New Guinea.
C. aitha sống trên các rạn viền bờ có nền đáy bùn, đặc biệt là vùng nước có sự phong phú của các loài thủy sinh không xương sống, độ sâu khoảng 5–33 m.

## Mô tả
Chiều dài cơ thể lớn nhất được ghi nhận ở C. aitha là 25 cm. Loài này đặc trưng bởi màu nâu đỏ. Các vây có viền xanh nhạt. Gốc vây bụng có đốm sẫm đen (nhưng mờ); vây bụng ngắn. Mống mắt đỏ tươi. Vây đuôi bo tròn, không có các vân sọc như Cephalopholis spiloparaea.
Số gai ở vây lưng: 9; Số tia vây ở vây lưng: 14; Số gai ở vây hậu môn: 3; Số tia vây ở vây hậu môn: 8; Số gai ở vây bụng: 1; Số tia vây ở vây bụng: 5.